# Sophie Petersen (geograf)
 Der er flere personer med dette navn, se Sophie Petersen.
Sophie Clausine Petersen (født 15. februar 1885 i København, død 11. oktober 1965 i Bagsværd) var en dansk geograf og pædagog.
Sophie Petersen blev uddannet cand.mag. i naturhistorie og geografi og underviste som lektor ved Nørre Gymnasium 1920-55.
Med udgangspunkt i de mange rejser, som hun foretog, holdt hun foredrag og skrev flere bøger, bl.a. Danmarks gamle Tropekolonier (1946). Hun blev Ridder af Dannebrog 1953 og modtog Tagea Brandts Rejselegat 1957.
Hun var medlem af bestyrelserne for Almindelig dansk Cand. Mag. Organisation, senere Dansk Magisterforening, og Gymnasieskolernes Lærerforening. Hun var endvidere ansvarlig for undervisningen i skolehygiejne og sundhedslære ved pigeskolernes faglærerindeeksamen i årene 1917-59, medlem af bestyrelsen for foreningen Den danske Pigeskole 1942-53 og i samme periode redaktør af foreningens nordiske tidsskrift Bog og Naal. Hun var også i bestyrelsen for Foreningen for Gymnasiets og Seminariets Lærere i Naturfag 1912-52, i 23 år som formand, hvorefter hun blev udnævnt til æresmedlem. Hun var tillige censor i geologi ved Københavns Universitet 1916-57, medlem af bestyrelsen for Dansk Geologisk Forening 1919-22, formand for Geografforeningen 1934-36 og Correspondent Member of The Society of Women Geographers i USA. Hendes nationale sindelag gav sig bl.a. udtryk i hendes engagement i Landsforeningen for Hjemstavnskultur, som hun var med til at stifte 1939 og formand for 1942-56.
Hun er begravet på Garnisons Kirkegård.

## Forfatterskab
- Sophie Petersen: Grønland i Hverdag og Fest; C. A. Reitzels Forlag, København 1928
- Sophie Petersen: "Færøerne" (Faglig Læsning No. 27. Tidsskrift for Skole og Hjem); Aug. Olsens Boghandel, København, Hellerup 1930
- Sophie Petersen: Paa Cykle gennem Danmark; C. A. Reitzels Forlag, Kjøbenhavn 1931
- Sophie Petersen: "Island" (Faglig Læsning Nr. 38, redigeret af Jørgen Banke og S. P. Fredebo); Aug. Olsen Boghandel, København-Hellerup 1931

### På internettet
- Sophie Petersen: "Et Besøg paa Orknøerne" (Geografisk Tidsskrift, Bind 27; 1924)
- Sophie Petersen: "Hawajii-Øerne" (Geografisk Tidsskrift, Bind 30; 1927)
- Sophie Petersen: "Gennem Kaukasus" (Geografisk Tidsskrift, Bind 32; 1929)
- Sophie Petersen: "Gennem Kaukasus" (Geografisk Tidsskrift, Bind 32; 1929)
- Sophie Petersen: "Det døde Hav" (Geografisk Tidsskrift, Bind 33; 1930)
- Sophie Petersen: "Fjældskreddet i Arth-Goldau" (Geografisk Tidsskrift, Bind 33; 1930)
- Sophie Petersen: "Med Murmanskbanen til Ishavet" (Geografisk Tidsskrift, Bind 34; 1931)
- Sophie Petersen: "Mandshukoo" (Geografisk Tidsskrift, Bind 36; 1933)
- Sophie Petersen: "Mellem Indien og Afghanistan" (Geografisk Tidsskrift, Bind 36; 1933)
- Sophie Petersen: "I den syriske Ørken" (Geografisk Tidsskrift, Bind 37; 1934)
- Sophie Petersen: "Kunstig Vandingskultur i Argentina" (Geografisk Tidsskrift, Bind 39; 1936)
- Sophie Petersen: "Fra Potosi til Kinakysten" (Geografisk Tidsskrift, Bind 52; 1952)